# واوکگن
واوکگن (به فرانسوی: Vaucogne) یک کمون در فرانسه است که در Canton of Ramerupt واقع شده‌است.

## خصوصیات
واوکگن ۱۶٫۵۱ کیلومترمربع مساحت و ۸۲ نفر جمعیت دارد و ۱۰۵ متر بالاتر از سطح دریا واقع شده‌است.